# 劉俊文
劉 俊文（リュウ・シュンブン、1944年 - ）は、中華人民共和国の歴史学者。北京大学教授。中古中国史を専攻。

## 人物
1962年、天津市南開中学卒業。1967年、北京大学卒業。1982年、北京大学大学院修士課程修了。1983年、北京大学講師。1985年、北京大学副教授。1992年、北京大学教授。

## 日本語著書
- 劉俊文・池田温 編『法律制度』大修館書店〈日中文化交流史叢書〉、1996年12月1日。ISBN 4469130427。